# 국도 제210호선 (일본)

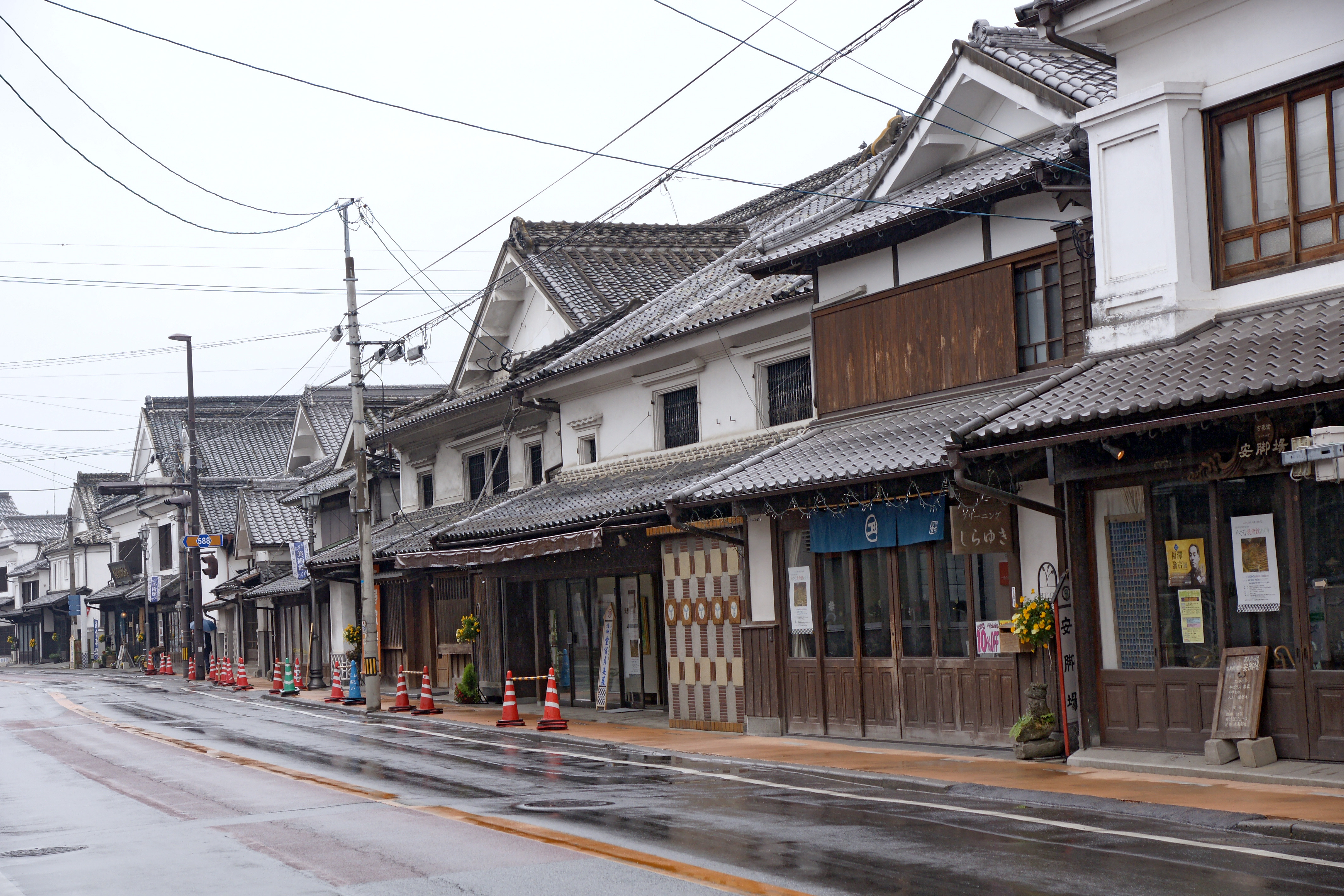
지쿠고요시이 지구 (우키하시)

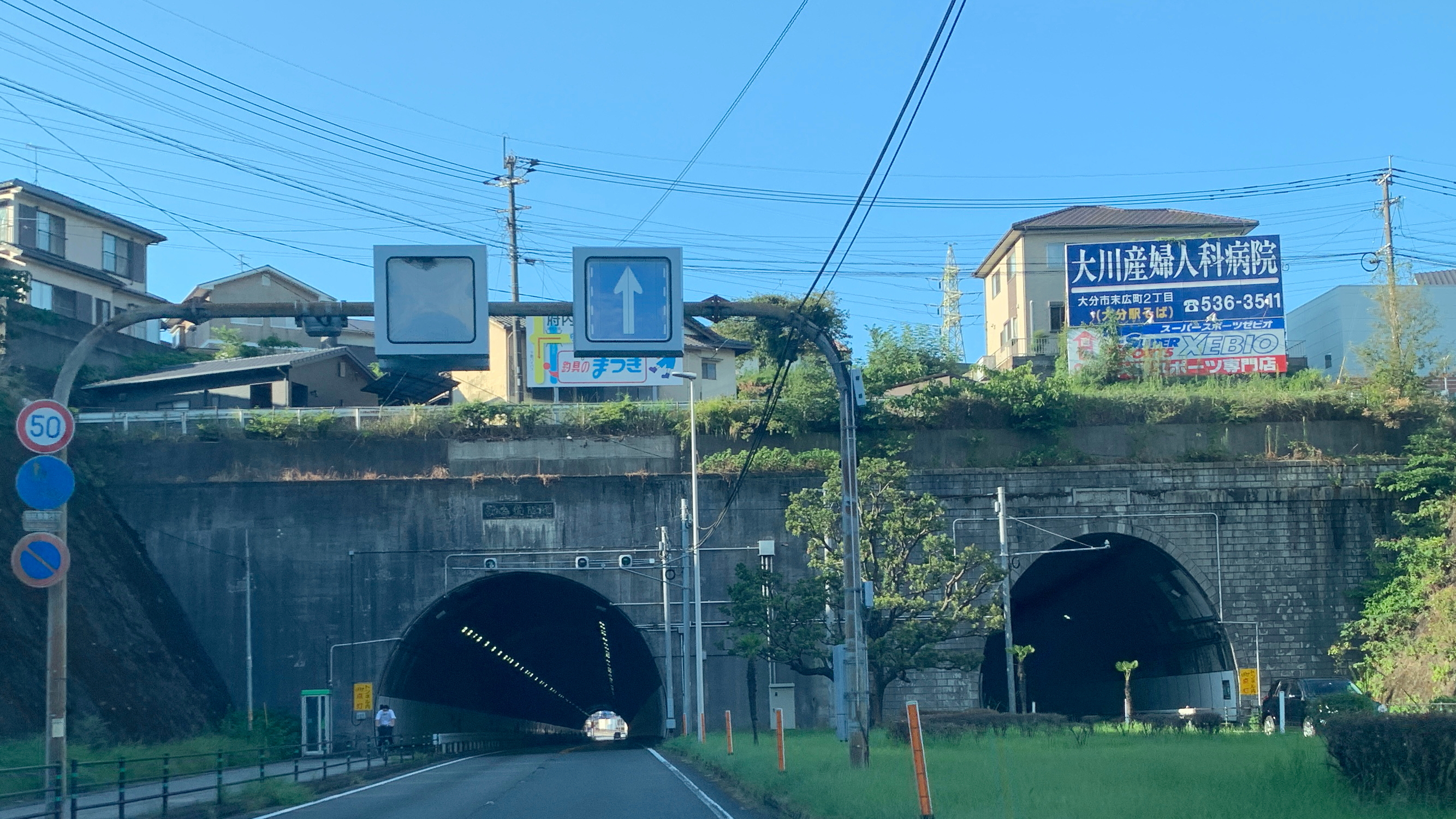
오미치 터널 북부 (오미치 방면)

일본 210번 국도(일본어: 国道210号→국도 210호)는 후쿠오카현 구루메시에서 오이타현 오이타시까지 이르는 일본의 일반 국도로 총 연장은 148.1 km, 실제 연장 146.8 km, 현도 128.3 km이다.

## 개요
구루메시 히가시쿠시하라마치에서 국도 제3호선과의 분기(히가시쿠시하라 교차로)하고 있는 지점에서 지쿠고강을 거쳐 그의 지류인 구스강을 따라 동쪽으로 향한 뒤, 온천지로 널리 알려진 히타 온천과 유후인 온천 등을 경유한 다음 다시 오이타현 오이타시 주오마치의 국도 10호선과의 교점(오미치 입구 교차로)을 연결시켜 주는 일반 국도 노선으로, 주요 경유지로는 후쿠오카현 우키하시를 필두로, 오이타현 히타시, 구스군 구스정, 고코노에정, 유후시, 오이타시 미야자키 등이 있다. 별칭으로는 구루메~구스 사이의 구간은 지쿠고 가도를, 유후인~오이타 사이의 구간으로는 분고 가도라고 각각 표현된다. 그러나 이 도로는 거의 모든 구간에 걸쳐 JR 규슈의 규다이 본선과 평행하고 있는 경로를 통과한다. 대체적으로 봐도 오이타 자동차도와도 병행하고 있으며, 유후시 내부 구간으로는 유후인 나들목과도 직접적으로 연결된다.

### 노선 정보
일반 국도의 노선을 지정하고 있는 정령에 의거한 기종점 및 경유지는 다음과 같다.
- 기점 : 구루메시 (히가시쿠시하라 교차로 = 국도 제3호선과의 교점)
- 종점 : 오이타시 (오미치 입구 교차로 = 국도 제10호선과의 교점 및 국도 제57호선·국도 제217호선 (일본)(일본어판)·국도 제442호선 (일본)(일본어판)과의 기점 그리고 국도 제197호선 (일본)(일본어판)과의 종점)
- 중요한 경과지 : 히타시, 오이타현 구스군 구스정, 같은 군 고코노에정, 오이타군(일본어판) 유후인정[A]
- 총 연장 : 148.1 km[B]
- 중용 연장 : 1.3 km[C]
- 미공용 연장 : 없음
- 실제 연장 : 146.8 km[D]
- 현도 : 128.3 km[E]
- 구도 : 없음
- 신도 : 18.5 km[F]

## 역사
- 1953년 (쇼와 28년) 5월 18일 : 2급 국도 210호 구루메 벳푸선(구루메시 - 오이타시 - 벳푸시)으로 지정 시행
- 1965년 (쇼와 40년) 4월 1일 : 1, 2급의 구분을 없애고 일반 국도 210호선으로 전환
- 1970년 (쇼와 45년) 4월 1일 : 종점부 구간이 단축됨에 따라, 일반 국도 210호선(구루메시 ~ 오이타시)으로 다시 지정
- 2007년 (헤이세이 19년) 3월 1일 : 유후인시 유후인초 가와키타 - 오이타시 기노우에 사이의 32.8 km 구간을 추가로 편입

## 노선 개황

### 통칭
- 히타 가도
- 지쿠고 가도
- 분고 가도

### 중복 구간
- 국도 제212호선 (일본)(일본어판) : 오이타현 히타시 다카세·다카세 교차로 - 히타시 오미야마치·오미야 교차로
- 국도 제387호선 (일본)(일본어판) : 오이타현 구스군 구스정·신나가노 교차로 - 구스군 고코노에정·아와노 교차로
- 국도 제10호선·국도 제57호선 : 오이타현 오이타시 미야자키·미야자키 교차로 - 오이타시 하야·후나이바시(일본어판)키타 교차로
- 국도 제442호선 (일본)(일본어판) : 오이타현 오이타시 하야 - 오이타시 신마치·오미치 입구 교차로 (종점)

### 도로 시설

#### 교량
- 오이타현 : 후나이 대교(일본어판) (후나이시, 국도 210호선의 중복 구간 내에 위치함)

#### 터널
터널은 기본적으로 오이타현에 위치하고 있다.
- 오미치 터널(일본어판) : 총 연장 309 m, 1969년 (쇼와 44년) 준공, 오이타시에 위치함.

#### 미치노에키
- 후쿠오카현
  - 구루메(일본어판) (구루메시)
  - 우키하(일본어판) (우키하시)
- 오이타현
  - 지온노타키 구스(일본어판) (구스군 구스정)
  - 유후인(일본어판) (유후시)

## 지리

### 통과하는 지자체
- 후쿠오카현
  - 구루메시 - 우키하시
- 오이타현[G]
  - 히타시 - 구스군 구스정 - 히타시 - 구스군 구스정 - 구스군 고코노에정 - 유후시 - 오이타시

### 통과하는 도로
통과하는 도로 중에서 후쿠오카현도, 오이타현도 등 도도부현도 노선이나 소규모 지역 도로 등
은 제외된다.
고속도로
- 오이타 자동차도
- 히가시큐슈 자동차도

국도
- 국도 제3호선
- 국도 제322호선 (일본)(일본어판)
- 국도 제211호선 (일본)(일본어판)
- 국도 제212호선 (일본)(일본어판)
- 국도 제496호선 (일본)(일본어판)
- 국도 제386호선 (일본)(일본어판)
- 국도 제387호선 (일본)(일본어판)
- 국도 제442호선 (일본)(일본어판)
- 국도 제10호선
- 국도 제57호선
- 국도 제197호선 (일본)(일본어판)
- 국도 제217호선 (일본)(일본어판)

### 교차하는 철도
- 규다이 본선
- 닛포 본선

### 고개
- 오이타현
  - 미즈와케 고개(일본어판)